# جونتو تاجوشى
جونتو تاجوشى (باليابانية: 田口 潤人) (28 سبتمبر 1996 في آيتشي في اليابان – )؛ هو لاعب كرة قدم كان يلعب كحارس مرمى.

## وصلات خارجية
- جونتو تاجوشى على موقع رابطة كرة القدم اليابانية للمحترفين (اليابانية)
- جونتو تاجوشى على موقع قاعدة بيانات كرة القدم.إي يو (الإنجليزية)
- جونتو تاجوشى على موقع Soccerway.com (الإنجليزية)
- جونتو تاجوشى على موقع عالم كرة القدم.نت (الإنجليزية)